# 요타
요타(yotta, 기호 Y)는 SI 접두어 중의 하나이며, 1024 = 1 000 000 000 000 000 000 000 000배를 나타낸다.
8을 뜻하는 이탈리아어 'otto'에서 왔다. 2022년까지 SI 접두어 중에서 가장 큰 값을 가지고 있었다.
1991년 SI 단위계에 추가되었다.